# Blieskastel
Cet article possède un paronyme, voir Blies (homonymie).
Blieskastel (en sarrois : Kaschdel ; en français désuet Castres) est une commune allemande de l'arrondissement de Sarre-Palatinat dans le Land de Sarre.
La ville est située à environ 15 km au sud-ouest de Hombourg, chef-lieu de son arrondissement, et à 25 km à l'est de Sarrebruck, capitale du Land.

## Géographie
Située au sud-est du Land de Sarre, Bliescastel est la capitale de la région du Bliesgau.

### Quartiers
- Altheim
- Aßweiler
- Ballweiler
  - Wecklingen
- Bierbach
- Biesingen
- Blickweiler
- Bliescastel Centre
  - Alschbach
  - Lautzkirchen
- Böckweiler
- Breitfurt
- Brenschelbach
  - Gare de Brenschelbach
  - Riesweiler
- Mimbach
- Niederwürzbach
  - Seelbach
- Pinningen
- Webenheim
- Wolfersheim

## Histoire
| Appartenances historiques Principauté épiscopale de Metz 1284-1337 Électorat de Trèves 1337-1660 Seigneurie de Blieskastel 1660-1657 Baronnie de la Leyen 1657-1711 Comté de la Leyen 1711-1797 République cisrhénane (Sarre) 1797-1802 République française (Sarre) 1802-1804 Empire français (Sarre) 1804-1813 Royaume de Bavière 1815-1871 Empire allemand 1871-1918 République de Weimar 1918-1920 Territoire du bassin de la Sarre 1920-1935 Reich allemand 1935-1945 Allemagne occupée 1945-1947 Protectorat de Sarre 1947-1956 Allemagne 1956-présent |

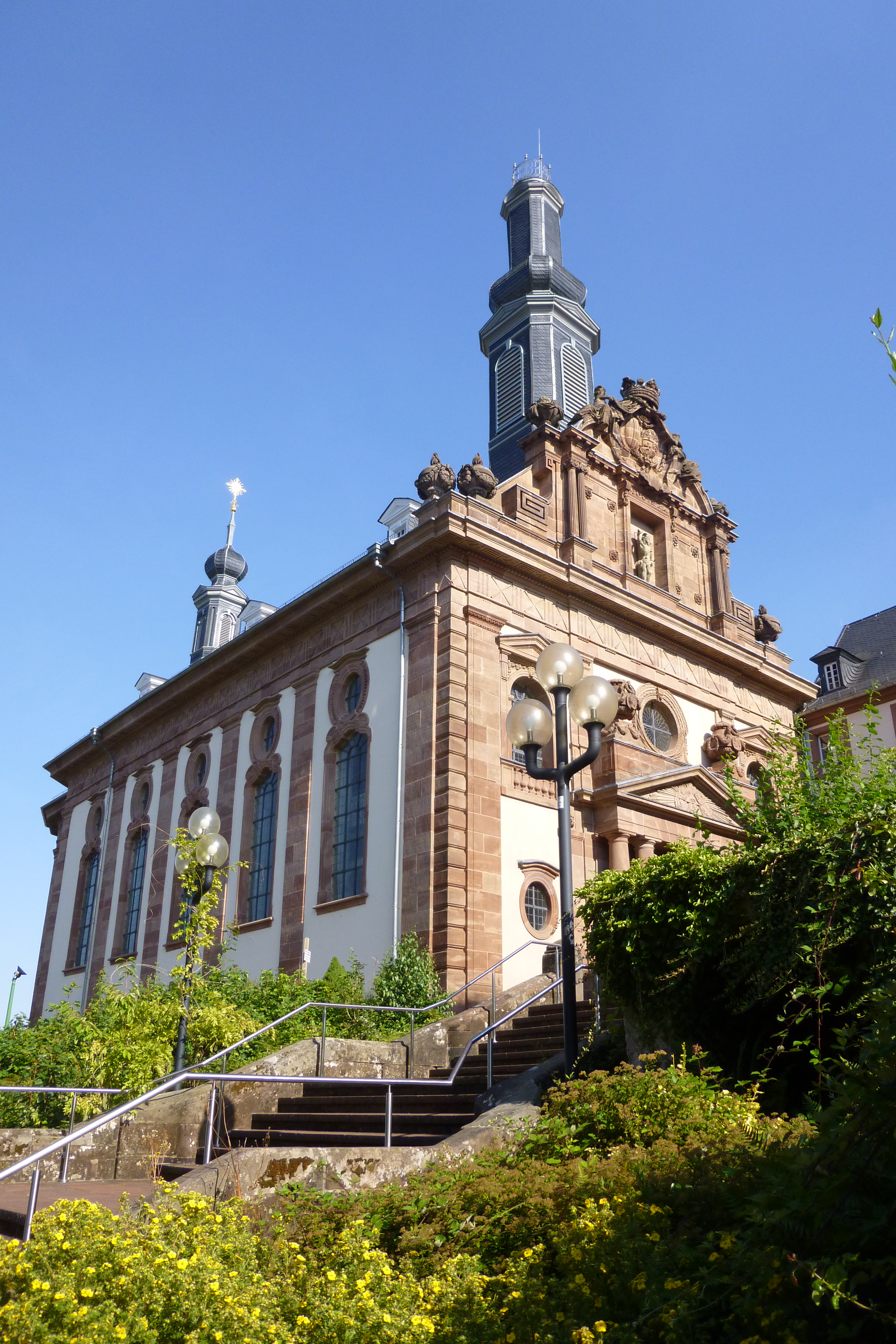
La Schlosskirche ou église du château de Bliescastel.

D'abord sous son nom roman de Castres, Blieskastel fut la capitale d'un comté de Castres puis comté de Blieskastel, dépendant d'abord des évêques de Metz puis des princes-électeurs archevêques de Trèves. Jusqu'en 1904, Blieskastel s'écrivait avec un 'c' (Bliescastel). En 1284, Elisabeth de Blieskastel fonde l'Abbaye de Gräfinthal. 

## Politique et administration

### Liste des maires
| Période                                  | Période  | Identité              | Étiquette | Qualité |
| ---------------------------------------- | -------- | --------------------- | --------- | ------- |
| 1945                                     | 1956     | Alfons Dawo           | CVP       |         |
| 1956                                     | 1963     | Richard Buchheit      |           |         |
| 1963                                     | 1987     | Hermann Gehring       |           |         |
| 1987                                     | 2005     | Werner Moschel        | SPD       |         |
| 2005                                     | 2019     | Annelie Faber-Wegener | CDU       |         |
| 2019                                     | En cours | Bernd Hertzler        | SPD       |         |
| Les données manquantes sont à compléter. |          |                       |           |         |

### Jumelages
Bliescastel est jumelée avec les villes suivantes :
- Le Creusot (France) depuis 1989
- Castellabate (Italie) depuis 2008

## Sports
- TV Niederwürzbach, club de handball, vainqueur de la Coupe d'Europe des Villes en 1995, vice-champion d'Allemagne en 1993 et 1994 et finaliste de la coupe d'Allemagne en 1991 et 1998.

## Personnalités liées à la commune
- Moïse Jacobber, de son vrai nom Jacob Ber, peintre né à Bliescastel en 1786 et mort à Paris en 1863.
- Henri Édouard Truchot, peintre né le 3 mai 1798 à Bliescastel et mort en 1822.
- Peter Reheis (1739-1804), architecte du Baroque, auteur notamment de la cathédrale de Bliescastel.
- Georg Waltenberger (1865-1961), peintre né à Bliescastel et mort à Berchtesgaden.
- Josef Wendel, cardinal de l'Église catholique né à Bliescastel le 27 mai 1901 et mort à Munich en 1960.
- Marc Ziegler, footballeur allemand né à Bliescastel le 13 juin 1976.

## Lieux et monuments

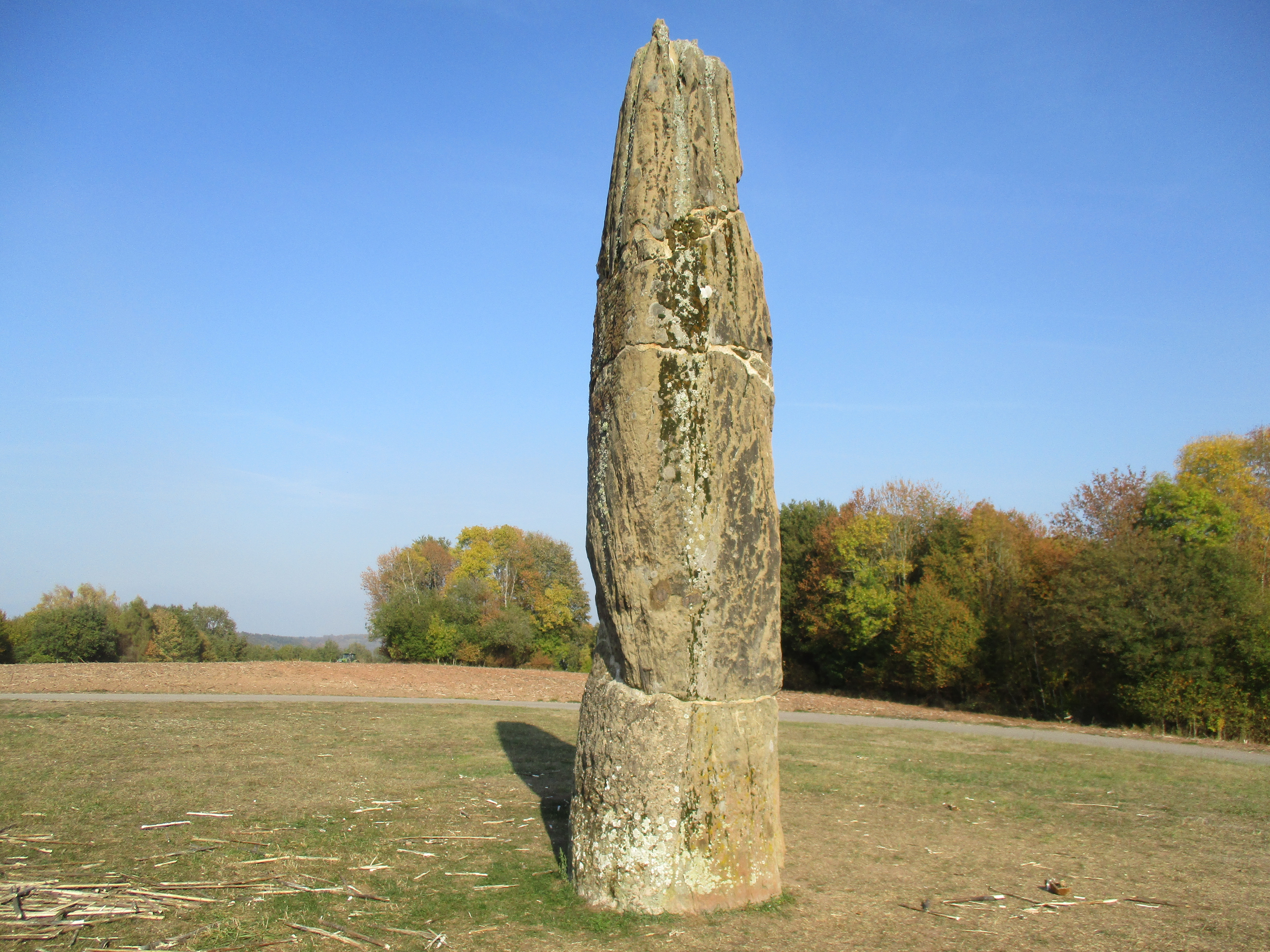
Le menhir du Gollenstein